# Франц фон Ербах-Ербах
Франц I фон Ербах-Ербах (на немски: Franz I (II) zu Erbach-Erbach; * 29 октомври 1754 в Ербах в Оденвалд; † 8 март 1823 в Ербах) е граф на Ербах и британски-хановерски генерал, баварски генерал-лейтенант на кавалерията, наследствен член на 1. Камера на Велико херцогство Хесен (от 17 януари 1820 до 1821), колекционер на антики и археолог.
Син е на граф Георг Вилхелм фон Ербах-Ербах (1686 – 1757) и втората му съпруга Леополдина София Вилхелмина вилд-и райнграфиня фон Залм-Грумбах (1731 – 1795), дъщеря на граф, вилд и райнграф Карл Валрад Вилхелм фон Залм-Грумбах в Грумбах (1701 – 1763) и графиня Юлиане Франциска фон Прьозинг-Лимпург (1709 – 1775).
От есента на 1769 до пролетта на 1773 г. той следва право, история и класически студии в Лозана, Страсбург и Париж. През 1775 г. поема управлението в Ербах.
Умира на 8 март 1823 в Ербах в Оденвалд и е погребан в Михелщат.

## Фамилия
Франц се жени на 1 септември 1776 г. в Дюркхайм за принцеса Шарлота Луиза Поликсена фон Лайнинген-Дагсбург (* 27 май 1755; † 13 януари 1785), дъщеря на граф Карл Фридрих Вилхелм фон Лайнинген (1724 – 1807) и графиня Кристиана Вилхелмина фон Золмс-Рьоделхайм-Асенхайм (1736 – 1803).
- Шарлота Августа Вилхелмина (1777 – 1846), омъжена на 16 септември 1795 г. в Ербах за княз Карл Фридрих фон Изенбург и Бюдинген (1766 – 1820)
- Мариана Луиза Фридерика Каролина (1778 – 1797)
- Каролина Луиза Вилхелмина (1779 – 1825), омъжена на 6 октомври 1799 г. в Ербах за граф Йозеф Карл фон Ортенбург (1780 – 1831)
- Луиза Шарлота Поликсена (1781 – 1830), омъжена на 20 ноември 1797 г./ 6 октомври 1799 г. в Ербах за австрийския генерал-майор граф Фридрих Кристоф фон Дегенфелд-Шонбург (1769 – 1848)
- Франц Карл II Фридрих Лудвиг Вилхелм (1782 – 1832), граф на Ербах-Ербах 1823, осиновен от граф Лудвиг Колб фон Вартенберг (4 декември 1804), граф фон Вартенберг-Рот (1809), баварски кралски генерал-майор на кавалерията, женен на 6 януари 1818 г. във Фюрстенау за графиня Анна София фон Ербах-Фюрстенау (1796 – 1845)
- Августа Каролина (1783 – 1833), омъжена на 26 август 1801 г. в Ербах за граф Фридрих Магнус II фон Золмс-Вилденфелс (1777 – 1857)
- Франц Георг Фридрих Кристиан Егинхард (1785 – 1854), господар на Щайнбах, осиновен от граф Лудвиг Колб фон Вартенберг (4 декември 1804), баварски кралски генерал-майор

Франц се жени втори път на 14 август 1785 г. в Дюркхайм за графиня Шарлота Луиза Поликсена Колб фон Вартенберг (* 27 ноември 1755; † 20 май 1844), вдовица на Фридрих Август фон Ербах-Фюрстенау (1754 – 1784), дъщеря на граф Фридрих Карл Колб фон Вартенберг (1725 – 1784) и графиня Каролина Поликсена фон Лайнинген-Дагсбург-Харденбург (1728 – 1782). Те нямат деца.